# Contea di Luxi (Yunnan)
La contea di Luxi (泸西县S, Lúxī XiànP) è una contea della Cina, situata nella provincia di Yunnan e amministrata dalla prefettura autonoma hani e yi di Honghe.